# Musikjahr 1968
Liste der Musikjahre

◄◄ | ◄ | 1964 | 1965 | 1966 | 1967 | Musikjahr 1968 | 1969 | 1970 | 1971 | 1972 | ► | ►►

Weitere Ereignisse · Country-Musik
Dieser Artikel behandelt das Musikjahr 1968.

## Ereignisse

### Populäre Musik und Jazz
- 12. Januar: Manfred Mann veröffentlicht die Bob-Dylan-Komposition Mighty Quinn, die in dieser Version ein Nummer-eins-Hit in vielen Ländern wird.
- 11. Februar: Der historisch vierte Gebäudekomplex unter dem Namen Madison Square Garden wird in New York City eröffnet.
- 08. März: Bill Graham eröffnet in New York City das Musiktheater Fillmore East, in dem in den folgenden Jahren die Elite der Rock-Szene auftreten wird.
- 17. Mai: Herbie Hancock wechselt bei den Aufnahmen des Miles-Davis-Albums Miles in the Sky vom Flügel zum E-Piano.
- 25. bis 29. September: Auf den Internationalen Essener Songtagen treten die Mothers of Invention und The Fugs neben Amon Düül, Family, Floh de Cologne, Guru Guru, Hanns Dieter Hüsch, John McLaughlin und Tangerine Dream auf.
- 07. November: Weil er im Anzug auftreten soll, weigert sich Peter Brötzmann, bei den Berliner Jazztagen aufzutreten

### Klassische Musik und Musiktheater
- 01. Januar: In Berlin findet die Uraufführung der Kurzoper Ariadne von Boris Blacher statt.
- 03. April: Die Operette Drottningen av Golconda (Die Königin von Golconda) von Franz Berwald hat ihre Uraufführung am Königlichen Theater in Stockholm.
- 29. April: Das Musical Hair wird nach einer off-Broadway-Vorpremiere am Biltmore Theatre am New Yorker Broadway uraufgeführt. Buch und Liedtexte stammen von Gerome Ragni und James Rado, die Musik ist von Galt MacDermot.
- 27. September: Das Musical Hair hat seine Europa-Premiere in London.
- 29. September: Die Oper Ulisse (deutsch: Odysseus) von Luigi Dallapiccola (Musik) mit einem eigenen italienischen Libretto wird in einer deutschen Übersetzung von Carl-Heinrich Kreith an der Deutschen Oper Berlin uraufgeführt.
- 10. Oktober: Die Sinfonia für 8 Singstimmen und Orchester von Luciano Berio wird in New York City mit den New Yorker Philharmonikern und den Swingle Singers unter der Leitung des Komponisten uraufgeführt.
- 21. Dezember: An der Hamburger Staatsoper wird die Science-Fiction-Oper Hilfe, Hilfe, die Globolinks von Gian Carlo Menotti uraufgeführt und wird sofort ein Erfolg.

### Film
- 02. April: Stanley Kubricks Film 2001: Odyssee im Weltraum hat am Uptown Theater in Washington, D. C. seine Weltpremiere. Die Filmmusik stammt von György Ligeti, Aram Chatschaturjan, Johann Strauss und Richard Strauss.
- 17. Juli: Der Beatles-Film Yellow Submarine hat in London Premiere.

## Musikcharts

### Deutschland
| Position | Singles                                 |
| -------- | --------------------------------------- |
|          |                                         |
| 1        | Mama Heintje                            |
| 2        | Du sollst nicht weinen Heintje          |
| 3        | Delilah Tom Jones                       |
| 4        | Der letzte Walzer Peter Alexander       |
| 5        | Delilah Peter Alexander                 |
| 6        | Help Yourself Tom Jones                 |
| 7        | Cotton Fields Udo Jürgens               |
| 8        | Bleib bei mir Roy Black                 |
| 9        | Sind Sie der Graf von Luxemburg? Dorthe |
| 10       | Heidschi Bumbeidschi Heintje            |

Die längsten Nummer-eins-Singles
Lieder, die die meiste Zeit während eines anderen Jahres auf Platz 1 der Charts verbrachten, werden hier nicht aufgeführt.
1. Tom Jones – Delilah (3 Monate)
2. Tom Jones – Help Yourself; Heintje – Heidschi Bumbeidschi (jeweils 1½ Monate)

Alle weiteren Lieder waren einen halben oder einen Monat auf Platz 1 gelistet.
Die längsten Nummer-eins-Alben
Alben, die die meiste Zeit während eines anderen Jahres auf Platz 1 der Charts verbrachten, werden hier nicht aufgeführt.
1. Heintje – Heintje (6½ Monate)
2. Bee Gees – Horizontal (2 Monate)
3. Esther & Abi Ofarim – 2 in 3 (1½ Monate)

Alle Nummer-eins-Hits und die Hits des Jahres

### Österreich
| Position | Singles                                                      |
| -------- | ------------------------------------------------------------ |
|          |                                                              |
| 1        | Eravamo in 100.000 Adriano Celentano                         |
| 2        | Lazy Sunday Small Faces                                      |
| 3        | Lady Madonna The Beatles                                     |
| 4        | What A Wonderful World Louis Armstrong                       |
| 5        | Jumpin’ Jack Flash The Rolling Stones                        |
| 6        | Hey Jude The Beatles                                         |
| 7        | Cotton Fields Udo Jürgens                                    |
| 8        | Judy in Disguise (With Glasses) John Fred & His Playboy Band |
| 9        | Azzurro Adriano Celentano                                    |
| 10       | Simon Says 1910 Fruitgum Co.                                 |

Die längsten Nummer-eins-Singles
Lieder, die die meiste Zeit während eines anderen Jahres auf Platz 1 der Charts verbrachten, werden hier nicht aufgeführt.
1. John Fred & His Playboy Band – Judy in Disguise (With Glasses) (9 Wochen)
2. Bee Gees – Massachusetts (7 Wochen)
3. Peter Alexander – Delilah; Manfred Mann – My Name Is Jack (jeweils 5 Wochen)

Alle Nummer-eins-Hits und die Hits des Jahres

### Schweiz
| Position | Singles                                                      |
| -------- | ------------------------------------------------------------ |
|          |                                                              |
| 1        | Monja Roland W.                                              |
| 2        | Judy in Disguise (With Glasses) John Fred & His Playboy Band |
| 3        | Words Bee Gees                                               |
| 4        | Lady Madonna The Beatles                                     |
| 5        | Delilah Tom Jones                                            |
| 6        | A Man Without Love Engelbert Humperdinck                     |
| 7        | Heavenly Club Les Sauterelles                                |
| 8        | Hey Jude The Beatles                                         |
| 9        | Those Were the Days Mary Hopkin                              |
| 10       | With a Little Help from My Friends Joe Cocker                |

Die längsten Nummer-eins-Singles
Lieder, die die meiste Zeit während eines anderen Jahres auf Platz 1 der Charts verbrachten, werden hier nicht aufgeführt.
1. Tom Jones – Delilah (8 Wochen)
2. Engelbert Humperdinck – A Man Without Love; Les Sauterelles – Heavenly Club; The Beatles – Hey Jude; Mary Hopkin – Those Were the Days (jeweils 6 Wochen)
3. Roland W. – Monja; John Fred & His Playboy Band – Judy in Disguise (With Glasses) (jeweils 5 Wochen)

Alle Nummer-eins-Hits und die Hits des Jahres

### Vereinigtes Königreich
| Singles                                                    | Position | Alben                                            |
| ---------------------------------------------------------- | -------- | ------------------------------------------------ |
|                                                            |          |                                                  |
| What a Wonderful World / Cabaret Louis Armstrong           | 1        | The Sound of Music (Soundtrack)                  |
| I Pretend Des O’Connor                                     | 2        | Tom Jones Live at the Talk of the Town Tom Jones |
| Those Were the Days Mary Hopkin                            | 3        | Greatest Hits Diana Ross & the Supremes          |
| Help Yourself Tom Jones                                    | 4        | Greatest Hits The Four Tops                      |
| Young Girl Gary Puckett & the Union Gap                    | 5        | Best of the Beach Boys The Beach Boys            |
| Delilah Tom Jones                                          | 6        | 15 Smash Hits Tom Jones                          |
| Little Arrows Leapy Lee                                    | 7        | Jungle Book (Original Soundtrack)                |
| Baby Come Back The Equals                                  | 8        | Fleetwood Mac                                    |
| The Good, the Bad and the Ugly Hugo Montenegro & Orchestra | 9        | The History of Otis Redding Otis Redding         |
| Hey Jude The Beatles                                       | 10       | John Wesley Harding Bob Dylan                    |

Die längsten Nummer-eins-Singles
Lieder, die die meiste Zeit während eines anderen Jahres auf Platz 1 der Charts verbrachten, werden hier nicht aufgeführt.
1. Mary Hopkin – Those Were the Days (6 Wochen)
2. Louis Armstrong – What a Wonderful World / Cabaret; Gary Puckett & the Union Gap – Young Girl; Hugo Montenegro & Orchestra – The Good, the Bad and the Ugly; The Scaffold – Lily the Pink (jeweils 4 Wochen)
3. Esther & Abi Ofarim – Cinderella Rockefella; The Equals – Baby Come Back; Tommy James & the Shondells – Mony Mony (jeweils 3 Wochen)

Die längsten Nummer-eins-Alben
Alben, die die meiste Zeit während eines anderen Jahres auf Platz 1 der Charts verbrachten, werden hier nicht aufgeführt.
1. Bob Dylan – John Wesley Harding (13 Wochen)
2. Simon & Garfunkel – Bookends; The Hollies – The Hollies’ Greatest (jeweils 7 Wochen)
3. Small Faces – Ogdens’ Nut Gone Flake (6 Wochen)

Alle Nummer-eins-Hits und die Hits des Jahres

### Vereinigte Staaten
Die längsten Nummer-eins-Singles
Lieder, die die meiste Zeit während eines anderen Jahres auf Platz 1 der Charts verbrachten, werden hier nicht aufgeführt.
1. The Beatles – Hey Jude (9 Wochen)
2. Paul Mauriat & His Orchestra – Love Is Blue (L’amour est bleu); Bobby Goldsboro – Honey; The Rascals – People Got to Be Free (jeweils 5 Wochen)
3. Otis Redding – (Sittin’ On) The Dock of the Bay; Herb Alpert – This Guy’s in Love with You (jeweils 4 Wochen)

Die längsten Nummer-eins-Alben
Alben, die die meiste Zeit während eines anderen Jahres auf Platz 1 der Charts verbrachten, werden hier nicht aufgeführt.
1. Simon & Garfunkel – The Graduate (9 Wochen)
2. The Beatles – Magical Mystery Tour; Big Brother & The Holding Company – Cheap Thrills (jeweils 8 Wochen)
3. Simon & Garfunkel – Bookends (7 Wochen)

Alle Nummer-eins-Hits und die Hits des Jahres

### Charts in weiteren Ländern
Siehe auch: Nummer-eins-Hits 1968 in  Australien, Belgien, Deutschland, Finnland, Frankreich, Irland, Italien, Japan, Neuseeland, den Niederlanden, Norwegen, Österreich, der Schweiz, Spanien, den Vereinigten Staaten und im Vereinigten Königreich.

## Musikpreise und Ehrungen

### Musikwettbewerbe
Eurovision Song Contest
1. Massiel: La, la, la
2. Cliff Richard: Congratulations
3. Isabelle Aubret: La source
4. Pat McGeegan: Chance of a Lifetime
5. Claes-Göran Hederström: Det börjar verka kärlek, banne mej

## Erstveranstaltungen
- Festival „Cerbul de Aur“ – rumänisches Musikfestival mit Gesangswettbewerb
- Gruschin-Festival – russisches Musikfestival
- Musikwochen Frutillar – chilenisches Festival für Kunstmusik
- Total Music Meeting – deutsches Festival für freie Improvisationsmusik und Jazz

## Gründungen und Auflösungen

### Gründungen
- Black Sabbath – englische Heavy-Metal- und Hard-Rock-Band aus Aston
- Crosby, Stills and Nash – Folk-orientierte Rockband
- Deep Purple – britische Rockband
- Free – britische Rockband
- King Crimson – britische Progressive-Rock-Gruppe
- Led Zeppelin – britische Rockband
- Nazareth – britische Hard-Rock-Band aus Dunfermline
- Sami Swoi – polnische Jazzband
- Yes – britische Rockband

### Auflösungen
- The Liverbirds – britische Beatband aus Liverpool

## Neuveröffentlichungen (Auswahl)

### Lieder und Kompositionen
| Lied                   | Text                       | Musik                    | Erstinterpret               | Label              | Veröffentlichung | Genre                       | Album                                             | Weitere Informationen                                                |
| ---------------------- | -------------------------- | ------------------------ | --------------------------- | ------------------ | ---------------- | --------------------------- | ------------------------------------------------- | -------------------------------------------------------------------- |
| Black Magic Woman      | Peter Green                | Peter Green              | Fleetwood Mac               | Blue Horizon       | Februar 1968     | Bluesrock                   |                                                   |                                                                      |
| Crimson and Clover     | Tommy James, Peter Lucia   | Tommy James, Peter Lucia | Tommy James & the Shondells |                    | Dezember 1968    | Rock                        | Crimson and Clover                                |                                                                      |
| Deine Welt, meine Welt | Joachim Relin, Victor Bach | Freddy Quinn             | Freddy Quinn                | Polydor            | 1968             | Schlager                    | Starportrait                                      |                                                                      |
| Funny Girl             | Bob Merrill                | Jule Styne               | Barbra Streisand            | CBS Records        | 1968             | Filmsong, Pop               | Funny Girl (The Original Sound Track Recording)   | Filmsong und Titeltrack aus dem gleichnamigen Film von William Wyler |
| In-A-Gadda-Da-Vida     | Doug Ingle                 | Iron Butterfly           | Iron Butterfly              | Atco Records       | 31. Juli 1968    | Psychedelic Rock, Hard Rock | In-A-Gadda-Da-Vida                                |                                                                      |
| Olsen-banden           |                            | Bent Fabricius-Bjerre    | Papa Bue’s Viking Jazzband  | Storyville Records | 11. Oktober 1968 | Dixieland                   |                                                   | Filmmusik für Die Olsenbande und weitere Filme dieser Reihe          |
| Star!                  | Jimmy Van Heusen           | Sammy Cahn               | Julie Andrews               | 20th Century Fox   | 1968             | Filmsong                    | Star! (Original Motion Picture Sound Track Album) | Titelsong der gleichnamigen Filmbiografie von Regisseur Robert Wise  |

### Alben
| Album                                                   | Interpret                                  | Label                           | Veröffentlichung   | Genre                                        | Weitere Informationen   |
| ------------------------------------------------------- | ------------------------------------------ | ------------------------------- | ------------------ | -------------------------------------------- | ----------------------- |
| … And His Mother Called Him Bill                        | Duke Ellington                             | RCA Records                     | 1968               | Jazz                                         |                         |
| A Saucerful of Secrets                                  | Pink Floyd                                 | Columbia (EMI), Capitol Records | 29. Juni 1968      | Psychedelic Rock, Space Rock                 |                         |
| Acid                                                    | Ray Barretto                               | Fania                           | 1968               | Boogaloo, Crossover, Latin Jazz, Son montuno |                         |
| Beggars Banquet                                         | The Rolling Stones                         | Decca, London                   | 6. Dezember 1968   | Rock, Blues, Country                         |                         |
| Blues from Laurel Canyon                                | John Mayall                                | Decca (UK), London (US)         | 1968               | Blues                                        | Klappcover              |
| Boogie with Canned Heat                                 | Canned Heat                                | Liberty                         | 22. Januar 1968    | Blues, Bluesrock                             |                         |
| Creedence Clearwater Revival                            | Creedence Clearwater Revival               | Fantasy Records                 | 5. Juli 1968       | Swamp Rock, Bluesrock, Rock ’n’ Roll         |                         |
| Discussions                                             | Howard Riley Trio                          | Opportunity, Dusk Fire          | 1968               | Jazz                                         |                         |
| Electric Ladyland                                       | Jimi Hendrix                               | Track Record (UK), Reprise (US) | 16. Oktober 1968   | Psychedelic Rock                             | Doppelalbum             |
| Heavy                                                   | Iron Butterfly                             | Atco Records                    | 22. Januar 1968    | Psychedelic Rock, Rock                       | Debütalbum              |
| Horizontal                                              | Bee Gees                                   | Polydor                         | Februar 1968       | Pop                                          |                         |
| In-A-Gadda-Da-Vida                                      | Iron Butterfly                             | Atco Records                    | 14. Juni 1968      | Psychedelic Rock, Rock                       |                         |
| Living the Blues                                        | Canned Heat                                | Liberty                         | November 1968      | Blues, Psychedelic Rock                      | Doppelalbum Studio/Live |
| Machine Gun                                             | Peter Brötzmann                            | FMP, Atavistic Records          | 10. September 1968 | Free Jazz                                    |                         |
| Nefertiti                                               | Miles Davis                                | Columbia Records                | 23. März 1968      | Jazz                                         |                         |
| Neil Young                                              | Neil Young                                 | Reprise Records                 | 12. November 1968  | Folk-Rock                                    |                         |
| Ogdens’ Nut Gone Flake                                  | Small Faces                                | Immediate                       | 31. Mai 1968       | Psychedelic Rock, Psychedelic Pop            | Konzeptalbum            |
| Picturesque Matchstickable Messages from the Status Quo | Status Quo                                 | Pye Records                     | 27. September 1968 | Psychedelic Rock                             | Debütalbum              |
| Shades of Deep Purple                                   | Deep Purple                                | Harvest Records                 | 17. Juli 1968      | Hard Rock                                    | Debütalbum              |
| Sonny’s Dream (Birth of the New Cool)                   | Sonny Criss                                | Prestige Records                | 1968               | Jazz                                         |                         |
| Steppenwolf                                             | Steppenwolf                                | ABC Records, Dunhill Records    | 29. Januar 1968    | Rock, Bluesrock, Psychedelic Rock            | Debütalbum              |
| Super Session                                           | Al Kooper, Mike Bloomfield, Stephen Stills | Columbia Records                | Juli 1968          | Blues, Bluesrock                             |                         |
| The Beatles                                             | The Beatles                                | Apple Records, EMI              | 22. November 1968  | Blues, Hard Rock, Country, Pop               | Doppelalbum             |
| The Book of Taliesyn                                    | Deep Purple                                | Harvest Records, Parlophone     | Oktober 1968       | Hard Rock, Psychedelic Rock                  |                         |
| The Kinks Are the Village Green Preservation Society    | The Kinks                                  | Pye Records                     | 22. November 1968  | Rock                                         |                         |
| The Mighty Quinn                                        | Manfred Mann                               | Mercury, Fontana                | 6. Mai 1968        | Rock, Psychedelic Rock                       |                         |
| The Progressive Blues Experiment                        | Johnny Winter                              | Sonobeat / Imperial Records     | 1968               | Bluesrock, Blues                             | erstes Studioalbum      |
| The Second                                              | Steppenwolf                                | ABC Records, Dunhill Records    | Oktober 1968       | Rock, Bluesrock, Psychedelic Rock            |                         |
| This Was                                                | Jethro Tull                                | Island, Chrysalis               | 25. Oktober 1968   | Blues, Rock, Progressive Rock                | Debütalbum, Klappcover  |

## Geboren

### Januar
- 01. Januar: Sylvie Marks, deutsche Musikproduzentin und DJ
- 05. Januar: DJ BoBo (Peter René Baumann), Schweizer DJ und Popmusiker
- 14. Januar: LL Cool J, US-amerikanischer Rapper
- 15. Januar: Martin Schmitt, deutscher Pianist, Sänger, Entertainer, Komponist und Texter
- 17. Januar: Sofia Shinas, kanadische Sängerin, Songschreiberin und Schauspielerin
- 20. Januar: Andrea Belmonte, deutsch-italienischer Opernsänger (Tenor), Schlagersänger, Texter und Komponist
- 20. Januar: Fantastic Negrito, US-amerikanischer Singer-Songwriter
- 24. Januar: Michael Kiske, deutscher Rockmusiker und Schriftsteller
- 27. Januar: Tracy Lawrence, US-amerikanischer Country-Sänger
- 27. Januar: Mike Patton, US-amerikanischer Sänger und Songwriter
- 27. Januar: Tricky, britischer Musiker
- 28. Januar: DJ Muggs, US-amerikanischer DJ und Musikproduzent
- 28. Januar: Sarah McLachlan, kanadische Sängerin und Songwriterin

### Februar
- 01. Februar: Cheb Hasni, algerischer Sänger († 1994)
- 01. Februar: Lisa Marie Presley, US-amerikanische Sängerin und Songwriterin († 2023)
- 07. Februar: Marek Iglo, tschechischer Komponist
- 08. Februar: Claudette Buttigieg, maltesische Sängerin, Fernsehmoderatorin und Politikerin
- 09. Februar: Alejandra Guzmán, mexikanische Rock-Sängerin und Schauspielerin
- 12. Februar: Alex Kraft, deutscher Musiker, Songwriter und Produzent
- 12. Februar: Chynna Phillips, US-amerikanische Sängerin und Schauspielerin
- 13. Februar: Niamh Kavanagh, irische Sängerin
- 16. Februar: Gábor Juhász, ungarischer Jazzgitarrist
- 17. Februar: Christian Neander, deutscher Gitarrist, Produzent und Komponist
- 18. Februar: Jukka Perko, finnischer Jazzsaxophonist
- 19. Februar: Mark Morales, US-amerikanischer Rapper und Musikproduzent († 2021)
- 19. Februar: Stochelo Rosenberg, niederländischer Sinti und Jazz-Gitarrist
- 22. Februar: Bradley Nowell, US-amerikanischer Sänger und Gitarrist († 1996)
- 25. Februar: Evridiki, zyprische Sängerin
- 26. Februar: Tim Commerford, US-amerikanischer Bassist
- 28. Februar: Samuel Kummer, deutscher Organist († 2024)

### März
- 02. März: Chris Hülsbeck, deutscher Spieleentwickler und Musiker
- 04. März: Patsy Kensit, englische Schauspielerin und Musikerin
- 06. März: Jakob Dinesen, dänischer Jazzsaxophonist
- 06. März: Michael Romeo, US-amerikanischer Gitarrist
- 06. März: Smudo, deutscher Musiker
- 07. März: Tarkan Tüzmen, türkischer Sänger und Schauspieler
- 08. März: Gordon Kennedy, dänisch-schottischer Schauspieler, Drehbuchautor, Regisseur und Musiker
- 08. März: Shawn Mullins, US-amerikanischer Musiker und Songwriter
- 10. März: Tommy Denander, schwedischer Gitarrist
- 10. März: Michael Morgan, deutscher Schlagersänger
- 11. März: Pascal FEOS, deutscher Discjockey und Musikproduzent († 2020)
- 14. März: Olaf Henning, deutscher Schlagersänger
- 15. März: Sabrina Salerno, italienische Discosängerin
- 15. März: Jon Schaffer, US-amerikanischer Gitarrist der Heavy-Metal-Band Iced Earth
- 17. März: Matt Laug, US-amerikanischer Schlagzeuger
- 21. März: Vincent Courtois, französischer Jazzcellist
- 22. März: Øystein Aarseth, norwegischer Musiker († 1993)
- 23. März: Damon Albarn, englischer Sänger
- 26. März: Kenny Chesney, US-amerikanischer Countrysänger
- 26. März: James Iha, US-amerikanischer Musiker
- 29. März: Dorthe Andersen, dänische Sängerin und TV-Moderatorin
- 30. März: Céline Dion, franko-kanadische Popsängerin

### April
- 03. April: Sebastian Bach, US-amerikanischer Sänger
- 05. April: Paula Cole, US-amerikanische Sängerin
- 08. April: Susana Harp, mexikanische Sängerin und Politikerin
- 09. April: Christophe Schweizer, Schweizer Jazzposaunist und Bandleader
- 12. April: Guido Schiefen, deutscher Cellist
- 13. April: Marc Schubring, deutscher Komponist
- 15. April: Ed O’Brien, britischer Musiker
- 21. April: Jean-Louis Agobet, französischer Komponist
- 24. April: Markus Agosti, deutscher Schlagersänger, Songtexter, Komponist und Showmoderator
- 24. April: Roxanna Panufnik, englische Komponistin
- 28. April: Howard Donald, britischer Musiker und DJ
- 29. April: Jürgen Vogel, deutscher Schauspieler, Drehbuchautor, Filmproduzent und Sänger
- 30. April: Jim Reeves, deutscher Sänger, Songwriter und Musikproduzent († 2016)

### Mai
- 01. Mai: D’arcy Wretzky, US-amerikanische Musikerin
- 06. Mai: Nicole Marischka, deutsche Schauspielerin und Sängerin
- 08. Mai: Ivan Mikulić, kroatischer Sänger
- 09. Mai: Anthony Wilson, US-amerikanischer Jazzgitarrist, Bandleader und Komponist
- 10. Mai: Emilija Kokić, kroatische Pop- und Schlagersängerin
- 10. Mai: Richard Patrick, US-amerikanischer Sänger
- 14. Mai: Brigitte Bintz, luxemburgische Bühnenschauspielerin, Bühnenregieassistentin, Gemeindebeamtin, Flötistin, Moderatorin und Stadionansagerin
- 16. Mai: Maja Blagdan, kroatische Pop-Sängerin
- 17. Mai: Dave Abbruzzese, US-amerikanischer Schlagzeuger
- 19. Mai: Rodrigo González, chilenischer Musiker, Bassist
- 27. Mai: Edina Thalhammer, österreichische Sängerin
- 28. Mai: Kylie Minogue, australische Sängerin und Schauspielerin

### Juni
- 01. Juni: Jason Donovan, australischer Sänger und Schauspieler
- 07. Juni: Gölä, schweizerischer Rockmusiker
- 08. Juni: Pierre Audétat, schweizerischer Fusion- und Jazzmusiker
- 08. Juni: Oliver Gunia, deutscher Filmkomponist und Krankenpfleger
- 08. Juni: Tini Kainrath, österreichische Musikerin und Schauspielerin
- 08. Juni: Linda Snoeij, niederländische Sängerin
- 10. Juni: The D.O.C., US-amerikanischer Rapper
- 11. Juni: Camilla Nylund, finnische Opernsängerin
- 12. Juni: Dirk Bojer, deutscher Liedermacher
- 12. Juni: Luke Slater, britischer Musiker
- 13. Juni: David Gray, britischer Musiker
- 13. Juni: Volker Sassenberg, deutscher Musik- und Hörspielproduzent, Komponist und Texter
- 17. Juni: Charly Lownoise, niederländischer Musiker
- 19. Juni: John Hollenbeck, US-amerikanischer Jazzschlagzeuger
- 23. Juni: Tiken Jah Fakoly, westafrikanischer Reggaemusiker
- 25. Juni: Andy Birr, deutscher Musiker und Schlagzeuger
- 25. Juni: Marc Roberts, irischer Sänger und Songschreiber
- 28. Juni: Christine Balfa, US-amerikanische Cajun-Musikerin
- 28. Juni: Tanja Ribič, slowenische Sängerin und Schauspielerin
- 29. Juni: Michael Oesterle, kanadischer Komponist
- 30. Juni: Phil Anselmo, US-amerikanischer Musiker

### Juli
- 01. Juli: Rashid Khan, indischer klassischer Sänger († 2024)
- 16. Juli: Leonid Agutin, russischer Sänger und Musiker
- 18. Juli: Oliver Goetzl, deutscher Tierfilmer und Musiker
- 20. Juli: Rocco Clein, deutscher Musikjournalist und Musiker († 2004)
- 20. Juli: Christoph Flamm, deutscher Musikwissenschaftler
- 20. Juli: Jörg Kleudgen, deutscher Schriftsteller und Musiker
- 20. Juli: Kool G Rap, US-amerikanischer Rapper
- 21. Juli: Abrar-ul-Haq, pakistanischer Popmusik-, Bhangra- und Volkssänger

### August
- 04. August: Olga Neuwirth, österreichische Komponistin
- 04. August: Michaël Attias, israelischer Jazz-Saxophonist
- 04. August: Olga Neuwirth, österreichische Komponistin
- 05. August: Terri Clark, kanadische Country-Musikerin
- 11. August: Veda Hille, kanadische Singer-Songwriterin
- 17. August: Miriam Cruz, dominikanische Merengue-Sängerin
- 18. August: Guido May, deutscher Schlagzeuger
- 23. August: Cherito, dominikanischer Sänger, Songwriter, Arrangeur und Komponist († 2019)
- 23. August: Benjamin Boyce, britischer Sänger
- 23. August: Laura Claycomb, US-amerikanische Sängerin (Koloratursopran)
- 26. August: Ronald Janezic, österreichischer Hornist
- 27. August: Eric Correa, US-amerikanischer Percussionist
- 29. August: Meshell Ndegeocello, US-amerikanische Musikerin und Komponistin

### September
- 05. September: Brad Wilk, US-amerikanischer Schlagzeuger
- 06. September: Danielle DeGruttola, US-amerikanische Improvisationsmusikerin (Cello) und Komponistin
- 06. September: Thulla, dänische Jazz-Sängerin
- 08. September: Ray Wilson, britischer Rocksänger
- 10. September: Big Daddy Kane, US-amerikanischer Rapper
- 11. September: Tobias Koch, deutscher Pianist
- 12. September: Ler LaLonde, US-amerikanischer Musiker
- 14. September: Frank Agsteribbe, belgischer Dirigent, Cembalist, Komponist und Dozent
- 16. September: Marc Anthony, puerto-ricanisch-amerikanischer Komponist und Sänger
- 17. September: Akhenaton, französischer Rapper
- 17. September: Anastacia, US-amerikanische Sängerin
- 19. September: Dave Clarke, Musikproduzent und Techno-DJ
- 19. September: Lila Downs, mexikanische Sängerin
- 21. September: Lisa Angell, französische Sängerin
- 25. September: Will Smith, US-amerikanischer Schauspieler, Filmproduzent und Rapper
- 26. September: María Díaz, dominikanische Akkordeonistin und Sängerin
- 27. September: James Mac Gaw, französischer Fusionmusiker (Gitarre, Komposition) († 2021)
- 29. September: Alex Skolnick, US-amerikanischer Jazz- und Rock-Gitarrist

### Oktober
- 04. Oktober: Alex Holzwarth, deutscher Schlagzeuger
- 05. Oktober: Nana Abrokwa, deutscher Rapper und DJ
- 05. Oktober: Katja Mair, Schweizer Jazzmusikerin (Gesang, Piano, Komposition)
- 07. Oktober: Luminița Anghel, rumänische Sängerin und Politikerin
- 07. Oktober: Thom Yorke, Sänger der englischen Popgruppe Radiohead
- 10. Oktober: Zacarías Ferreira, dominikanischer Bachatasänger und -komponist
- 11. Oktober: Cyril Holtz, französischer Toningenieur
- 12. Oktober: Daniela Gyorfi, rumänische Popsängerin
- 16. Oktober: Ilja Igorewitsch Lagutenko, russischer Schauspieler und Musiker
- 17. Oktober: Ziggy Marley, jamaikanischer Reggaemusiker
- 18. Oktober: Lisa Chappell, neuseeländische Schauspielerin, Sängerin und Songwriterin
- 21. Oktober: Jeff Chimenti, US-amerikanischer Musiker
- 22. Oktober: Shaggy, US-amerikanischer Reggae-Musiker
- 24. Oktober: Kim Sanders, US-amerikanische Sängerin und Komponistin
- 28. Oktober: Rosanna Rocci, italienische Schlagersängerin
- 29. Oktober: Rochus Aust, deutscher Trompeter und Komponist
- 00. Oktober: Lídia Pujol, spanische Cantautora und Weltmusikkünstlerin

### November
- 01. November: André Nendza, deutscher Musiker
- 05. November: Nicoleta Alexandru, rumänische Popsängerin
- 07. November: Óttarr Proppé, isländischer Politiker, Musiker und Schauspieler
- 10. November: Steve Brookstein, britischer Sänger
- 11. November: Gorki Águila, kubanischer Punkrocker und Dissident
- 12. November: Nick D’Virgilio, US-amerikanischer Schlagzeuger, Sänger und Gitarrist
- 12. November: Sharon Shannon, irische Folk-Musikerin
- 15. November: Ol’ Dirty Bastard, US-amerikanischer Rapper († 2004)
- 21. November: Inka Bause, deutsche Schlagersängerin, Moderatorin und Schauspielerin
- 24. November: George Le Bonsai, deutscher Sänger und Entertainer
- 25. November: Erick Sermon, US-amerikanischer Rapper und Musik-Produzent
- 28. November: Christoph Reuter, deutscher Musikwissenschaftler und Professor
- 29. November: Matt Darey, britischer Trance-DJ und Musiker
- 29. November: Jonathan Knight, US-amerikanischer Sänger

### Dezember
- 02. Dezember: Anders Engberg, schwedischer Sänger und Songwriter
- 02. Dezember: Nathan Gregor Mendel, US-amerikanischer Musiker
- 07. Dezember: Noël Akchoté, französischer Gitarrist
- 07. Dezember: Eva Maria Marold, österreichischer Musicalstar
- 09. Dezember: David Brandes, deutscher Musiker, Musikproduzent und Komponist
- 09. Dezember: Alexandre Tharaud, französischer Pianist
- 11. Dezember: Chris Liebing, deutscher Techno-DJ
- 14. Dezember: King Tee, US-amerikanischer Rapper
- 18. Dezember: Herwig Gradischnig, österreichischer Jazzsaxophonist
- 18. Dezember: Alejandro Sanz, spanischer Popmusiker
- 23. Dezember: Quincy Jones III, Musik- und Filmproduzent
- 26. Dezember: Haluk Levent, türkischer Sänger
- 27. Dezember: David W. Moore, US-amerikanischer Musikpädagoge und Komponist
- 30. Dezember: DJ Hooligan, deutscher DJ und Technoproduzent
- 30. Dezember: Thomas D (eigentlich Thomas Dürr), deutscher Musiker

### Genaues Geburtsdatum unbekannt
- Alma, bosnische Sängerin
- Nevzat Akpınar, türkischer Bağlama-Spieler, Komponist, Musikwissenschaftler und Musikgruppenleiter
- Martin von Arndt, deutscher Schriftsteller, Übersetzer, Musiker und Wissenschaftler
- Ata, deutscher Techno-DJ und -Musiker
- Al Barrow, britischer Bassist
- Martin Damm (The Speed Freak), deutscher Hardcore-Techno-Produzent
- Michael Erian, österreichischer Jazzmusiker (Saxophon, Komposition)
- Frédéric Etherlinck, belgischer Sänger
- Nils Fischer, deutscher Perkussionist (Timbales, Congas, Bongos, Batá)
- Martin Genahl, österreichischer Schriftsteller und Komponist
- Vittorio Ghielmi, italienischer Gambist und Musikpädagoge
- Wsewolod Wiktorowitsch Griwnow, russischer Tenor
- Sven Helbig, deutscher Komponist, Regisseur und Musikproduzent
- Christoph Jacke, deutscher Kulturwissenschaftler und Hochschullehrer
- Stephen E. Johnson, US-amerikanischer Komponist, Kirchenmusiker und Musikpädagoge
- Ina Karr, deutsche Opernintendantin
- Jeeyoung Kim, koreanische Komponistin
- Marcus Klossek, deutscher Fusion- und Jazzmusiker (Gitarre, Komposition)
- Barbara Köhler, deutsche Schauspielerin, Sängerin, Musicaldarstellerin und Theaterautorin
- Robin Nolan, britischer Jazzmusiker (Gitarre, Komposition)
- Frank Oberschelp, deutscher Blockflötist
- Elena Patroklou, zyprische Sängerin
- Marco Postinghel, italienischer Fagottist und Musikpädagoge
- Béatrice Poulot, französische Sängerin
- Ludwig Ruckdeschel, deutscher Organist
- Terre Thaemlitz, US-amerikanische Electronica-Musikerin, Essayistin und Besitzerin eines Plattenlabels
- Pirmin Ullrich, deutscher Jazzmusiker (Saxophon, Klarinette, Piano, Komposition)
- Kōjirō Umezaki, japanischer Shakuhachispieler und Komponist
- Dan Zerfaß, deutscher Kirchenmusiker

### Geboren um 1968
- Sylvia Cuenca, US-amerikanische Jazzmusikerin (Schlagzeug)
- Bernd Kaftan, deutscher Jazz- und Fusionmusiker (Keyboard, Komposition) und Chorleiter
- Leslie Pintchik, US-amerikanischer Jazzmusikerin (Piano, Komposition)

## Gestorben

### Januar
- 03. Januar: Viktor Ebenstein, österreichischer Pianist und Musikpädagoge (* 1888)
- 09. Januar: Louis Aubert, französischer Komponist (* 1877)
- 11. Januar: Rezső Seress, ungarischer Komponist (* 1889)
- 13. Januar: Jocelyne Binet, kanadische Komponistin (* 1923)
- 17. Januar: Emil Berté, österreichischer Komponist
- 21. Januar: Petronella Göring, österreichische Pianistin und Komponistin (* 1906)
- 25. Januar: Richard Eaton, kanadischer Chorleiter, Organist und Komponist (* 1914)
- 30. Januar: Alfred Poell, österreichischer Opernsänger (Bariton) (* 1900)

### Februar
- 13. Februar: Ildebrando Pizzetti, italienischer Komponist (* 1880)
- 15. Februar: Little Walter, US-amerikanischer Bluesmusiker (* 1930)
- 16. Februar: Healey Willan, kanadischer Komponist, Organist, Chorleiter und Musikpädagoge (* 1880)
- 27. Februar: Ludvík Podéšt, tschechischer Komponist (* 1921)

### März
- 07. März: Gladys Egbert, kanadische Pianistin und Musikpädagogin (* 1896)
- 10. März: Blind Joe Reynolds, US-amerikanischer Blues-Gitarrist, Sänger und Songschreiber (* 1900 oder 1904)
- 16. März: Mario Castelnuovo-Tedesco, italienischer Komponist (* 1895)
- 19. März: Viktor Madin, österreichischer Opernsänger (Bariton) ungarischer Abstammung (* 1876)
- 20. März: Kathleen Long, englische Pianistin und Musikpädagogin (* 1896)
- 31. März: Skeets McDonald, US-amerikanischer Country-Musiker (* 1915)

### April
- 15. April: Borys Ljatoschynskyj, ukrainischer Komponist (* 1895)
- 23. April: Edna de Lima, US-amerikanische lyrische Sopranistin und Übersetzerin (* 1879)

### Mai
- 24. Mai: Bernard Rogers, US-amerikanischer Komponist (* 1893)
- 30. Mai: Achmet Kujanowitsch Schubanow, kasachischer Komponist (* 1906)
- 30. Mai: Ludwig Schuster, deutscher Violinist, Violist und Hochschullehrer (* 1905)

### Juni
- 01. Juni: Ettore Mazzoleni, kanadischer Dirigent und Musikpädagoge (* 1905)
- 02. Juni: André Mathieu, kanadischer Pianist und Komponist (* 1929)
- 05. Juni: Tata Nacho, mexikanischer Komponist (* 1894)
- 14. Juni: Karl-Birger Blomdahl, schwedischer Komponist und Dirigent (* 1916)
- 14. Juni: Traute Flamme, deutsche Soubrette und Schauspielerin (* 1899)

### Juli
- 06. Juli: Adam Sołtys, polnischer Komponist, Dirigent und Musikpädagoge (* 1890)
- 07. Juli: Leo Sowerby, US-amerikanischer Komponist (* 1895)
- 12. Juli: Ada Sari, polnische Opernsängerin (* 1886)
- 22. Juli: Romain Gour, kanadischer Sänger (Bariton) und Autor (* 1899)
- 27. Juli: Lilian Harvey, deutsche Schauspielerin und Sängerin (* 1906)
- 30. Juli: Jón Leifs, isländischer Komponist (* 1899)

### August
- 18. August: Arthur Owen Marshall, US-amerikanischer Komponist und Pianist des Ragtime (* 1891)
- 22. August: Fritz Hintz-Fabricius, österreichisch-deutscher Sänger, Schauspieler und Theaterregisseur (* 1891)
- 29. August: Willi Lindörfer, deutscher Geigenbauer (* 1904)
- 30. August: Oscar Schönherr, deutscher Komponist (* 1903)

### September
- 03. September: Juan José Castro, argentinischer Komponist (* 1895)
- 06. September: Anny Konetzni, österreichische Opernsängerin (Sopran) (* 1902)
- 06. September: Karl Franz Rankl, österreichischer Dirigent und Komponist (* 1898)
- 19. September: Red Foley, US-amerikanischer Country-Musiker (* 1910)
- 26. September: Władysław Kędra, polnischer Pianist und Musikpädagoge (* 1918)

### Oktober
- 22. Oktober: Rosa Lee Hill, US-amerikanische Bluesmusikerin (* 1910)
- 29. Oktober: Marius Ulfrstad, norwegischer Komponist (* 1890)

### November
- 02. November: Ernst Hess, Schweizer Dirigent, Komponist und Musikwissenschaftler (* 1912)
- 08. November: Kokomo Arnold, US-amerikanischer Blues-Musiker (* 1901)
- 09. November: Jan Johansson, schwedischer Jazzmusiker und Komponist (* 1931)
- 11. November: Jeanne Demessieux, französische Komponistin, Pianistin, Organistin und Pädagogin (* 1921)
- 13. November: Morris Davis, kanadischer Komponist, Arrangeur und Dirigent (* 1904)

### Dezember
- 13. Dezember: Siegfried Reda, deutscher Komponist (* 1916)
- 19. Dezember: Bentley Collingwood Hilliam, englischer Sänger, Songwriter, Komponist und Schauspieler (* 1890)
- 25. Dezember: Phra Chenduriyang (Piti Wathayakon), thailändischer Komponist (* 1883)